# Совинський Вадим Васильович
Вадим Васильович Совинський (3 квітня 1881, Київ — 3 квітня 1952, Київ) — український учений-ентомолог, кандидат біологічних наук, професор, старший науковий співробітник Інституту зоології АН УРСР.

## Життєпис
Народився в Києві 1881 року. Його батько — відомий у світі український зоолог Василь Карлович Совинський, професор Київського університету, президент Київського товариства природознавців. У 1904 році Вадим Васильович закінчив Київський університет.
1904—1907 роки — працював на Київській ентомологічній станції.
1903—1905 роках — В. В. Совинський брав участь в експедиції на Північний Кавказ (район Мінеральних Вод, Дагестан), де під керівництвом Лева Андрійовича Шелюжка збирав комах, що надалі стали початком однієї з найбільших колекцій у світі. Результат поїздки — 2 популяції денних метеликів.
Від 1907 року викладав курс зоології на Київських жіночих курсах.
1915 рік — публікація роботи про кавказькі підвиди денного метелика (Lycaena damon Schiff). Опрацьовані матеріали ввійшли до складу колекції  Лева Андрійовича Шелюжка, яка зберігається сьогодні в Зоологічному музеї Київського університету.
Від 1919 року В. В. Совинський — співробітник Київського університету, обіймав викладацьку посаду «асистент», потім отримав учене звання «доцент».
У 1919-1920 роках був співробітником Комітету вивчення фауни УАН і до 1921 року працював у Зоологічному музеї УАН.
У період окупації Києва працював в Інституті зоології. У січні 1945 року до Москви була привезена велика колекція метеликів Лева Андрійовича Шелюжка, залишена нацистами в німецькому місті Гейльсберзі. Совинський В. В., який на той час перебував у Москві, оглянув колекцію й повідомив про знахідку в адміністрацію Київського університету. Завдяки зусиллям працівників університету колекція була врятована й повернута до Києва.
1946 рік — завідувач лабораторії «Безхребетні».
1946—1947 роки — завідувач відділу «Лускокрилі».
1948—1950 роки — старший науковий співробітник Інституту зоології.
Вадим Васильович Совинський помер 3 квітня 1952 року в Києві, похований на Лук'янівському кладовищі.
Внесок В. В. Совинського у вивчення фауни денних метеликів невеликий, але помітний. Його ім'я в лепідоптерологічній літературі стоїть поряд з іменем Олександра Олександровича Яхонтова , радянського вченого й педагога.

## Наукові праці
- Совинський В. В. «Microlepidoptera». 3 околиць Дніпрянської біологічної станції У. А. Н. (Остерський повіт на Чернігівщині) // Тр. фІз.-мат. від. УАН. — К., 1926. — т. 2, В. 4. — С. 251—266.
- Совинський В. В. Нові для України «водяні лускокрильці» (Lepidoptera) // Тр. фіз.-мат. від УАН. — К., 1926. — т. 2, В. 4. — С. 267—271.
- Совинський В. В. Вогнівки (Lepidoptera, Pyralididae) Київщини // 36. праць зоол. музею. — К., 1935. — Т. 15. — С. 47—139.